# 이메일 암호화
이메일 암호화(Email encryption)는 이메일 메시지를 암호화하여 의도된 받는이 외의 실체가 내용을 읽지 못하게 보호하는 방식을 말한다. 이메일 암호화는 인증을 포함할 수도 있다.
이메일은 정보가 노출되는 경향이 있다. 대부분의 이메일은 현재 암호화되지 않은 클린한 형태로 전송된다. 일부 도구를 사용하면 할당된 받는이들 이외의 사람이 이메일 내용을 읽을 수 있다.
이메일 암호화는 사용자들이 각각 공개 키를 발행하는 공개 키 암호 방식에 의존할 수 있으며, 다른 사용자들이 이를 사용하여 메시지를 암호화하게 된다. 또, 개인 키를 사용하여 이러한 메시지의 암호를 해제하거나 송신 메시지를 디지털적으로 암호화 후 서명할 수 있다.

## 암호화 프로토콜
이메일 프로토콜의 원래 설계상 이메일 서버와의 통신은 플레인 텍스트였으며 상당한 보안 문제가 노출되었다. 수년이 흘러 이메일 서버 간 통신을 암호화하기 위한 다양한 매커니즘들이 제안되었다. 암호화는 전송 단계(hop by hop) 또는 단대단(end-to-end)에서 발생할 수 있다. 전송 계층 암호화는 설정과 사용이 더 쉬운 편이며 단대단 암호화는 더 강력한 보안을 제공하지만 설정과 사용이 더 어려울 수 있다.

## 같이 보기
- HTTPS
- 키 (암호)